# Vestito rosa di Marilyn Monroe
Il vestito rosa indossato da Marilyn Monroe nel film Gli uomini preferiscono le bionde, diretto da Howard Hawks nel 1953, fu realizzato dal costumista statunitense William Travilla e venne utilizzato in una delle scene più celebri del film, ossia mentre l'attrice canta Diamonds Are a Girl's Best Friend . Successivamente divenne oggetto di numerose imitazioni, una tra le più note quella di Madonna nel video del brano Material Girl.

## Storia
Quando il costumista William Travilla, conosciuto semplicemente come Travilla, cominciò a lavorare con Marilyn Monroe, aveva già vinto un premio Oscar per il suo lavoro in Le avventure di Don Giovanni del 1948. Travilla iniziò a collaborare con Marilyn in La tua bocca brucia del 1952, quando era ancora uno dei numerosi costumisti a contratto della Twentieth Century Fox. Travilla disegnò gli abiti dell'attrice in otto film, e secondo una sua rivelazione, ebbero anche una breve relazione. Nel 1953 Travilla disegnò i costumi per Gli uomini preferiscono le bionde compreso il vestito rosa shocking indossato dalla Monroe, nei panni del personaggio di Lorelei Lee nella celebre sequenza in cui l'attrice interpreta il brano Diamonds Are a Girl's Best Friend, accompagnata nella coreografia da numerosi corteggiatori in smoking.
L'abito è stato venduto all'asta l'11 giugno 2010, con un prezzo stimato fra i 150.000 ed i 250.000 dollari e descritto come "Il più importante costume cinematografico mai arrivato ad un'asta". Alla fine il prezzo finale è stato di 260.000 dollari. Tuttavia secondo alcune fonti, l'abito battuto all'asta non era quello originale indossato da Marilyn Monroe. Secondo l'autore del blog The Marilyn Monroe Collection Blog infatti l'abito indossato dall'attrice in Gli uomini preferiscono le bionde era foderato internamente da feltro, affinché rimanesse rigido durante la coreografia, mentre l'abito battuto all'asta non lo era. Fra le altre motivazioni portate dall'autore del blog inoltre esistono testimonianze secondo le quali la tintura utilizzata per ottenere il rosa shocking aveva completamente rovinato l'abito già pochi anni dopo le riprese del film.

## Design
L'abito disegnato da William Travilla per Gli uomini preferiscono le bionde è un vestito lungo con scollatura dritta che lascia scoperte braccia e spalle ed ampio spacco laterale. L'abito è decorato con un grosso fiocco sulla parte posteriore ed un sottile cinturino in vita, entrambi della stessa tonalità del vestito. La mise dell'attrice era completata da un paio di guanti in tinta lunghi quasi sino alle spalle e numerosi gioielli, diamanti stando al testo del brano che l'attrice interpreta. L'abito è in raso ed è di una tonalità di rosa, spesso identificata con il rosa shocking.

## Impatto nella cultura di massa
Essendo diventato negli anni un'icona della moda e del cinema, l'abito rosa di Marilyn Monroe è stato spesso oggetto di imitazioni e parodie. Una delle più celebri in assoluto è quella rappresentata dalla cantante Madonna che nel video musicale del singolo Material Girl riproduce l'intera sequenza de Gli uomini preferiscono le bionde in cui Marilyn Monroe canta Diamonds Are a Girl's Best Friend, accompagnata da un corpo di ballo maschile in smoking. La cantante in seguito ammise di odiare quel vestito per come tendeva a scendere durante i movimenti.
Nel videogioco The Sims: Superstar, expansion pack di The Sims pubblicata nel 2003, il giocatore può incontrare il personaggio di Marilyn Monroe, vestita proprio con il celebre abito rosa shocking. È stata prodotta dalla Mattel una bambola Barbie vestita con l'abito rosa di Marilyn Monroe.
nel 2008 Paris Hilton ha dichiaratamente reso omaggio all'attrice indossando un abito di raso rosa simile a quello di Marilyn Monroe in occasione dell'anteprima del film The Hottie and the Nottie. In riferimento alla Monroe Paris Hilton aveva dichiarato nel 2006 : "Non c'è nessuno al mondo come me. Penso che ogni decade abbia la propria icona bionda – come Marilyn Monroe o la principessa Diana – ed adesso, io sono quell'icona."